# Ramón Oviedo
Pour les articles homonymes, voir Oviedo (homonymie).
Ramón Oviedo, né le 7 février 1924 à Santa Cruz de Barahona et mort le 12 juillet 2015, est un artiste peintre dominicain.

## Biographie
Ses œuvres, abstraites ou expressionnistes, sont marquées par des formes et des couleurs dures et puissantes, qui expriment la cruauté, mais aussi l'humanité.
Considéré comme l'un des artistes les plus importants de la République dominicaine, il a été nommé « Maître illustre de la peinture dominicaine » par le Congrès national. Il a été fait chevalier des Arts et des Lettres. 
Ses toiles et ses murales sont exposées dans différents musées et collections du monde.

## Distinctions
- Chevalier de l'ordre des Arts et des Lettres